# Розенкранц і Гільденстерн мертві (фільм)
«Розенкранц і Гільденстерн мертві» (англ. Rosencrantz & Guildenstern Are Dead) — трагікомедія Тома Стоппарда, який у 1990 році екранізував власну п'єсу з однойменною назвою. Як і п'єса, фільм розповідає про другорядних персонажів Шекспірового «Гамлета»: Розенкранца і Гільденстерна, які прибули до Ельсінора за наказом короля Данії. Вони, як і актори, повинні дізнатися, що гнітить Гамлета. Тим часом вони розмірковують над сенсом власного існування. Фільм отримав Золотого Лева на 47 Венеціанському міжнародному фестивалі. Це був режисерський дебют Тома Стоппарда. Більше він не зняв жодного фільму.

## Сюжет
Фільм починається з того, що Розенкранц і Гільденстерн їдуть верхи до Ельсинора. Розенкранц знаходить монету, яка, скільки б її не підкидали, падає решкою догори. Це змушує Гільденстерна зробити висновок, що щось не так з реальністю. В лісі вони зустрічають трупу мандрівних акторів і, в ході діалогу з головним Актором, несподівано для себе раптово опиняються в Ельсинорі, де розігрується драма Шекспіра. Вони блукають замком, не дуже розуміючи, що відбувається. Данський король просить їх залишитися і допомогти збагнути, що гнітить Гамлета. Розенкранц і Гільденстерн намагаються дізнатись, що не так з Гамлетом і що ж все-таки вимагається від них.
Решта фільму, в тих випадках, коли ці два персонажа знаходяться «на сцені» слідує тексту Шекспіра. Весь інший час вони зайняті вирішенням власних проблем, залишаючи поза увагою гризоти «головних героїв». Згодом приїжджають ті самі актори, яких Розенкранц і Гільденстерн зустрічали раніше. Актор пояснює їм, що головний талант акторів — це талант до вмирання.
Зрештою Розенкранца і Гільденстерна відправляють до Англії, що збігається з текстом «Гамлета». Остання частина фільму відбувається на кораблі. Вони читають лист, який є наказом стратити Гамлета, проте воліють нічого не казати данському принцу. Гамлет підміняє листи і тікає з корабля під час нападу піратів. Розенкранц і Гільденстерн переймаються, що їм робити далі, вони не знають, що в листі, який у них залишився написано про їх смерть, а не Гамлетову. Актор читає наказ про їх страту і Розенкранца і Гільденстерна вішають. Фільм закінчується тим, що актори спаковують свої речі і продовжують рухатися лісом.

## Мотиви

### Свобода вибору й детермінізм
Розенкранц і Гільденстерн не здатні впливати на обставини. Вони безладно переміщаються з місця на місце і потрапляють в ситуації, які не те що контролювати, зрозуміти не можуть. Їхня доля визначена наперед, тому що б вони не робили фінал один: «Розенкранц і Гільденстерн мертві».

### Відкриття та винаходи
Протягом фільму Розенкранц робить серію дивовижних винаходів та відкриттів, які тим не менш залишаються непоміченими Гільденстерном. Відкриття та винаходи належать до інших епох тож можна припустити, що це наочна демонстрація відомого уривку з «Гамлета»:
Звихнувся час наш. Мій талане клятий, Що я той вивих мушу виправляти!
Список
- Закон всесвітнього тяжіння
- Закон Архімеда
- Теорія відносності
- Іграшка Герона
- Колиска Ньютона
- Біг-Мак
- Біплан

## У ролях
- Ґері Олдмен — Розенкранц
- Тім Рот — Гільденстерн
- Річард Дрейфус — актор
- Джоанна Рот — Офелія
- Ієн Глен — Гамлет
- Дональд Самптер — Клавдій
- Джоанна Майлс — Гертруда

## Реакція на фільм
Реація на фільм була доволі позитивною, хоча багато хто критикував його за театральність дії. Вінсент Кенбі писав: «Стопард обожнює словесну гру, іронію та каламбури. Слова підносять його до небес, а візуальна частина фільму змушує з гуркотом гепнутися на землю. На сцені подібний підхід мав би успіх, а от в фільмі жоден каламбур не може собою закрити порожні стіни». Роджер Еберт зазначав, що «цей матеріал ніколи не задумувався, як фільм, тому фільм з нього було дуже важко зробити».

## Нагороди і номінації
- 1990 — призи «Золотий лев» (Том Стоппард) і Pasinetti Award найкращому актору (Річард Дрейфус) на Венеційському кінофестивалі
- 1991 — премія Directors' Week Award фестиваля Fantasporto (Том Стоппард)
- 1992 — номінація на премію «Незалежний дух» за найкращу чоловічу роль (Гері Олдман)

## DVD
У Великій Британії фільм випустили на DVD в 2003, а в Америці в 2005. На диску були інтерв'ю з Томом Стопардом, Гері Олдманом, Тімом Ротом та Річардом Дрейфусом.

## Субтитри українською
Tanat13 створив україномовні субтитри до фільму в липні 2013 року.